# Andrés de Orbe y Larreátegui
Andrés de Orbe y Larreátegui (Ermua, 1672- Madrid, 4 d'agost de 1740) va ser un religiós espanyol. Bisbe de Barcelona, arquebisbe de València, president del Consell de Castella i inquisidor general.
De família d'origen basc i d'ascendència noble. Va ser col·legial del Colegio Mayor de Santa Cruz de Valladolid, es va llicenciar en dret a la Universitat de Salamanca. En els seus primers anys va ser fiscal de la Inquisició a Sevilla i inquisidor encarregat dels processos judaïtzants a Conca.
El 1720 és promogut al bisbat de Barcelona, gràcies al confessor reial Guillermo Daubenton, que el va proposar al rei quan la Cambra de Castella ja havia prés decisió de nomenar Orbe. El 1725 abandona el càrrec diocesà per ocupar l'arquebisbat de València, també amb el suport d'un altre confessor reial, Gabriel Bermúdez. El 1736 renúncia al càrrec perquè no podia compaginar-lo amb les feines que duia a terme a la cort. Entre aquestes feines es troba el càrrec de governador del Consell de Castella, entre 1727 i 1733, any en què és ascendit a inquisidor general.
Orbe serà inquisidor general d'Espanya fins a la seva mort el 1744. Durant el seu mandat, segons Juan Antonio Llorente, la francmaçoneria s'introdueix a les colònies espanyoles a Amèrica, contra la qual el papa Climent XII promulga una butlla el 28 d'abril de 1738. El 1739 la inquisició de Sicília esdevenia independent de la d'Espanya.
Va ser enterrat a l'església de Sant Jaume apòstol d'Ermua, vila natal d'Orbe.